# Бразилиопунция
Бразилиопу́нция (лат. Brasiliopuntia) — род растений семейства Кактусовые (Cactaceae).
С 1898 г. бразилиопунцию выделяли в отдельный подрод, в 1926 г. выделили в самостоятельный род, включавший 6 видов: Brasiliopuntia argentina, Brasiliopuntia bahiensis, Brasiliopuntia brasiliensis, Brasiliopuntia neoargentina, Brasiliopuntia schulzi и Brasiliopuntia subacarpa. Позднее род некоторое время признавался монотипным, включающим единственный вид Бразилиопунция бразильская (Brasiliopuntia brasiliensis), по современной классификации в его состав также включается Бразилиопунция Шульца (Brasiliopuntia schulzii).

## Распространение
Растение распространено в центральной части Бразилии, Аргентине, Парагвае, Боливии и Перу.

## Ботаническое описание
Стебли-побеги двух типов, — цилиндрические длиной до метра, и овальные, уплощённые. Растение покрыто колючками, в том числе мельчайшими глохидиями. Цветки и плоды жёлтого цвета.
У плода наружный слой тонкий, покрыт глохидиями. Мякоть — сладковатая, съедобная. В плоде от двух до четырёх семян. Само растение в природных условиях может достигать высоты более 10 метров.
Размножается Бразилиопунция как семенами, так и вегетативно.

## Применение
В народной медицине растение используется для лечения кожных заболеваний, порезов и нагноений. В этих целях плоские побеги толкут, удалив перед этим иглы, размешивают с водой и прикладывают в виде компресса к повреждённому месту.
Плоды используют в пищу.
Согласно верованию курандерос-аяваскерос племени шипибо, Бразилиопунция является растением, способным давать знания о том, как лечить заболевания. В традиции такие растения носят название «Растение-учитель».

## Галерея

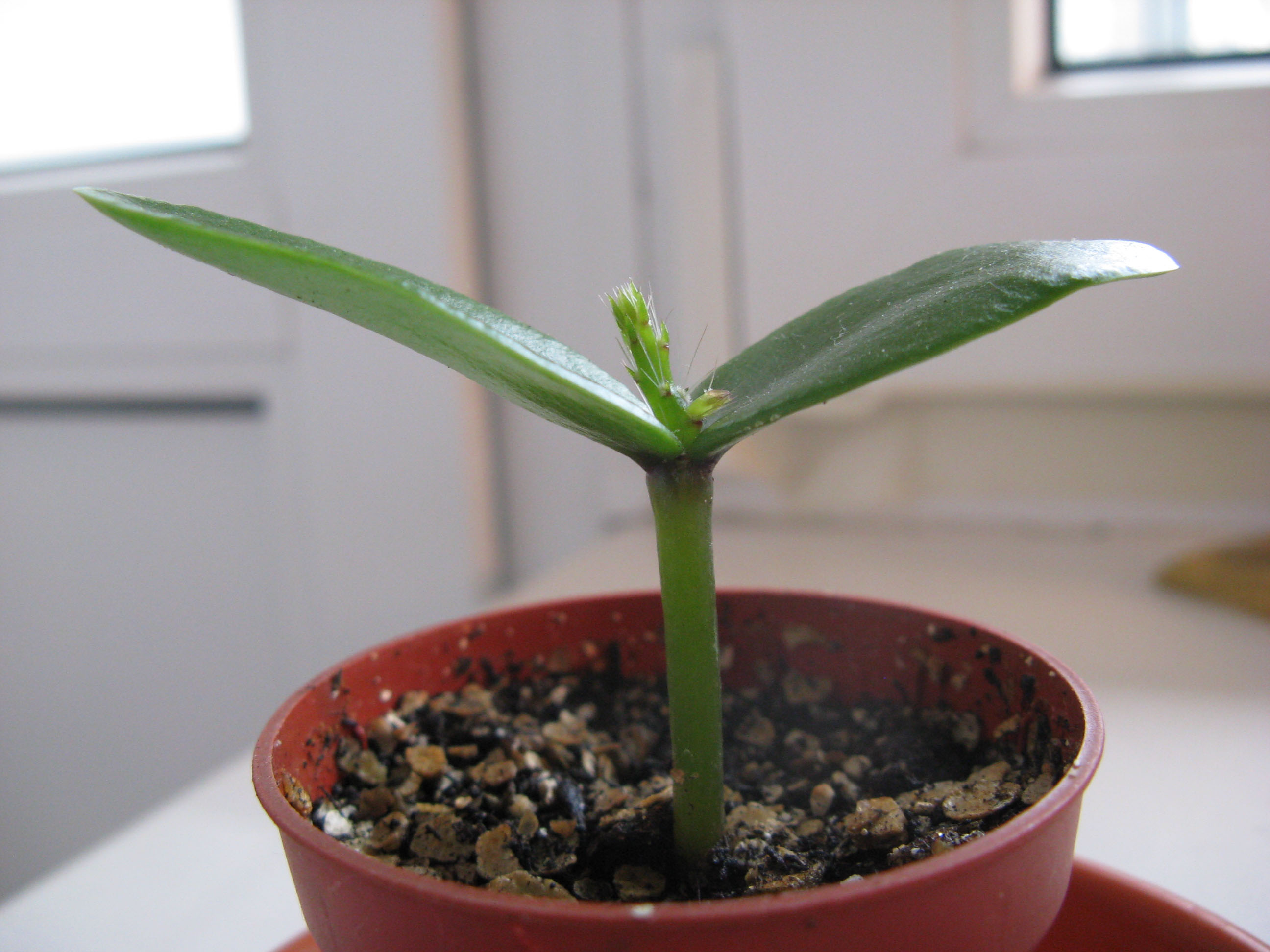
Сеянец бразилиопунции
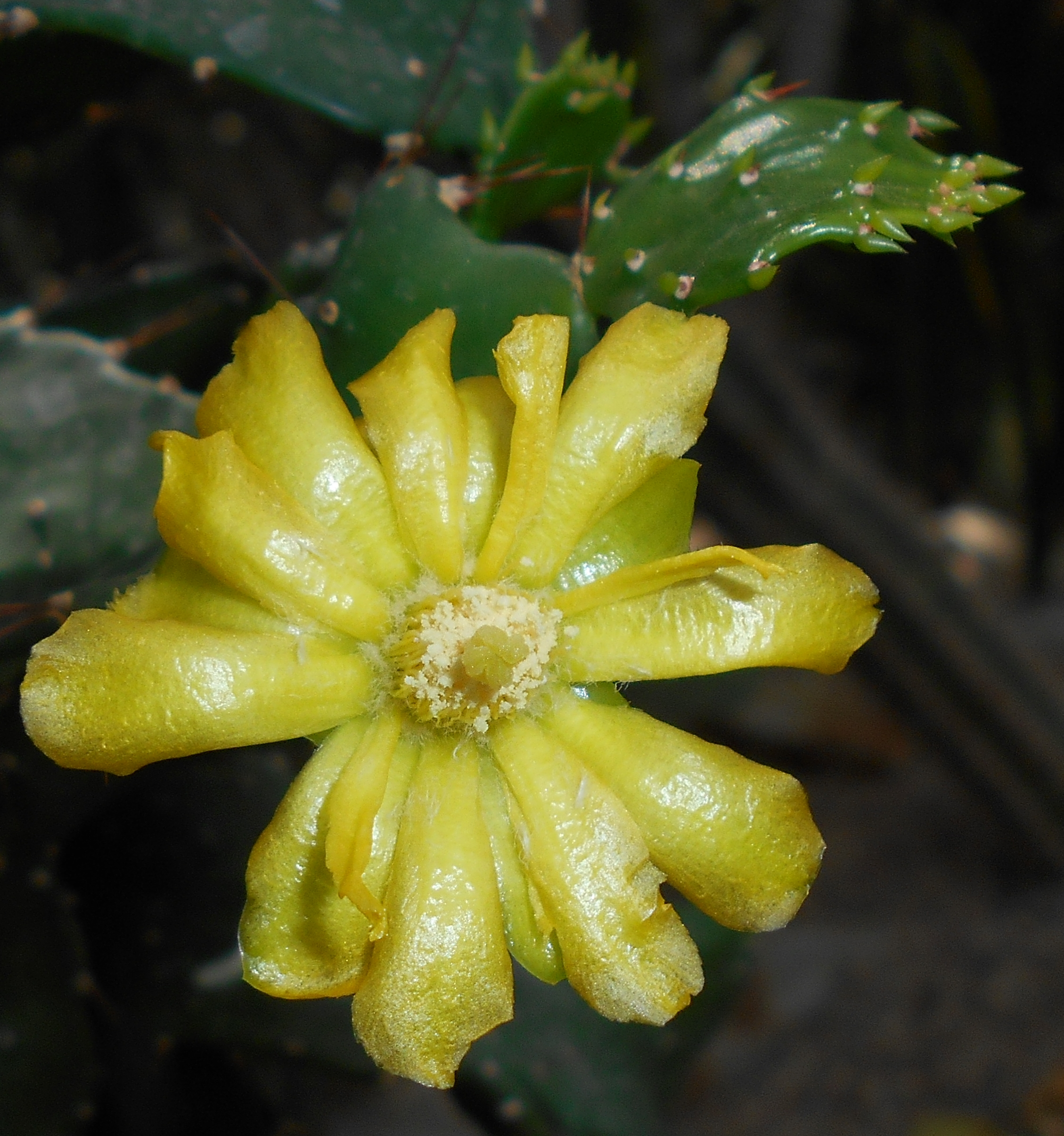
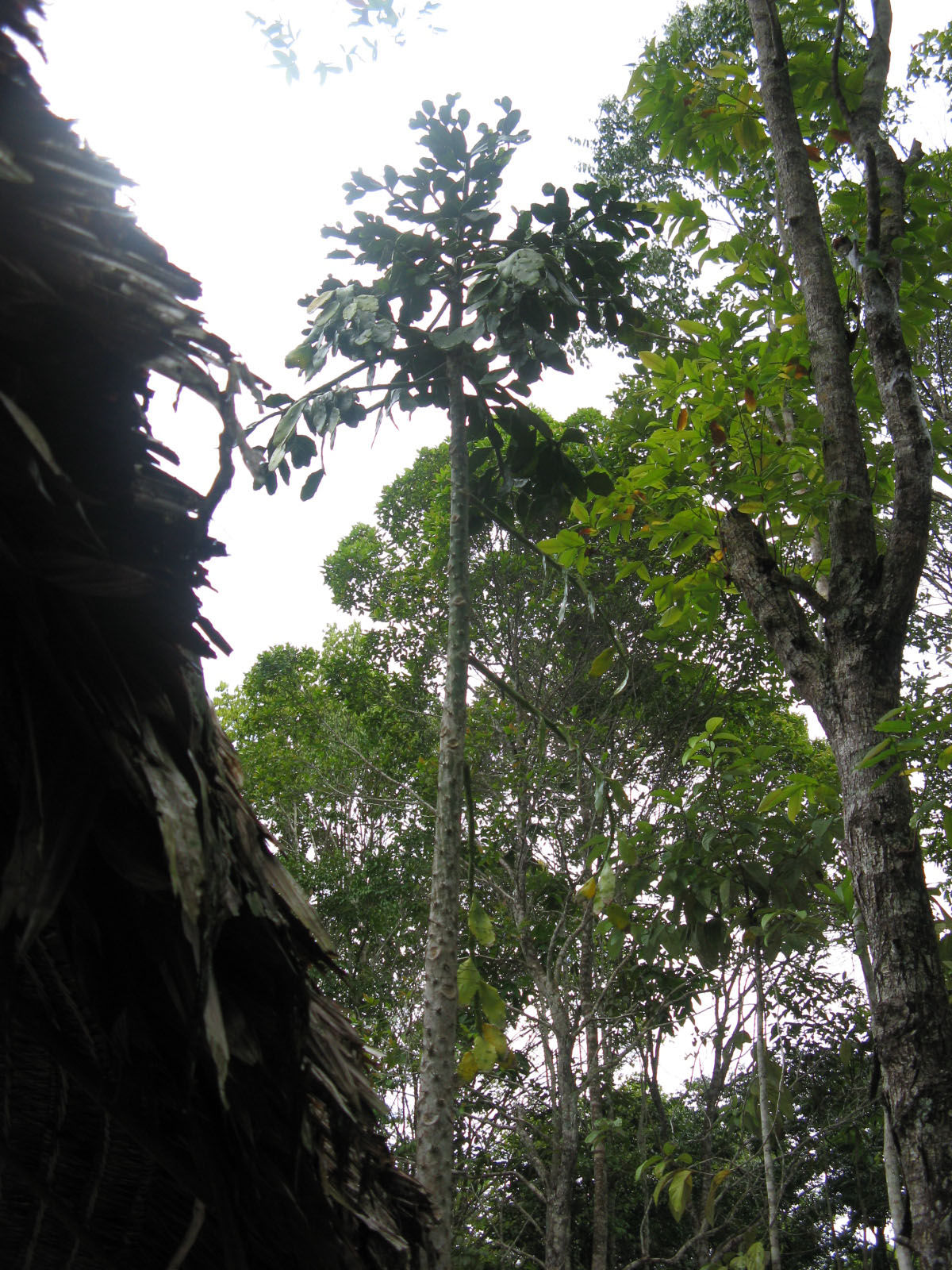
Бразилиопунция под Икитосом, Перу
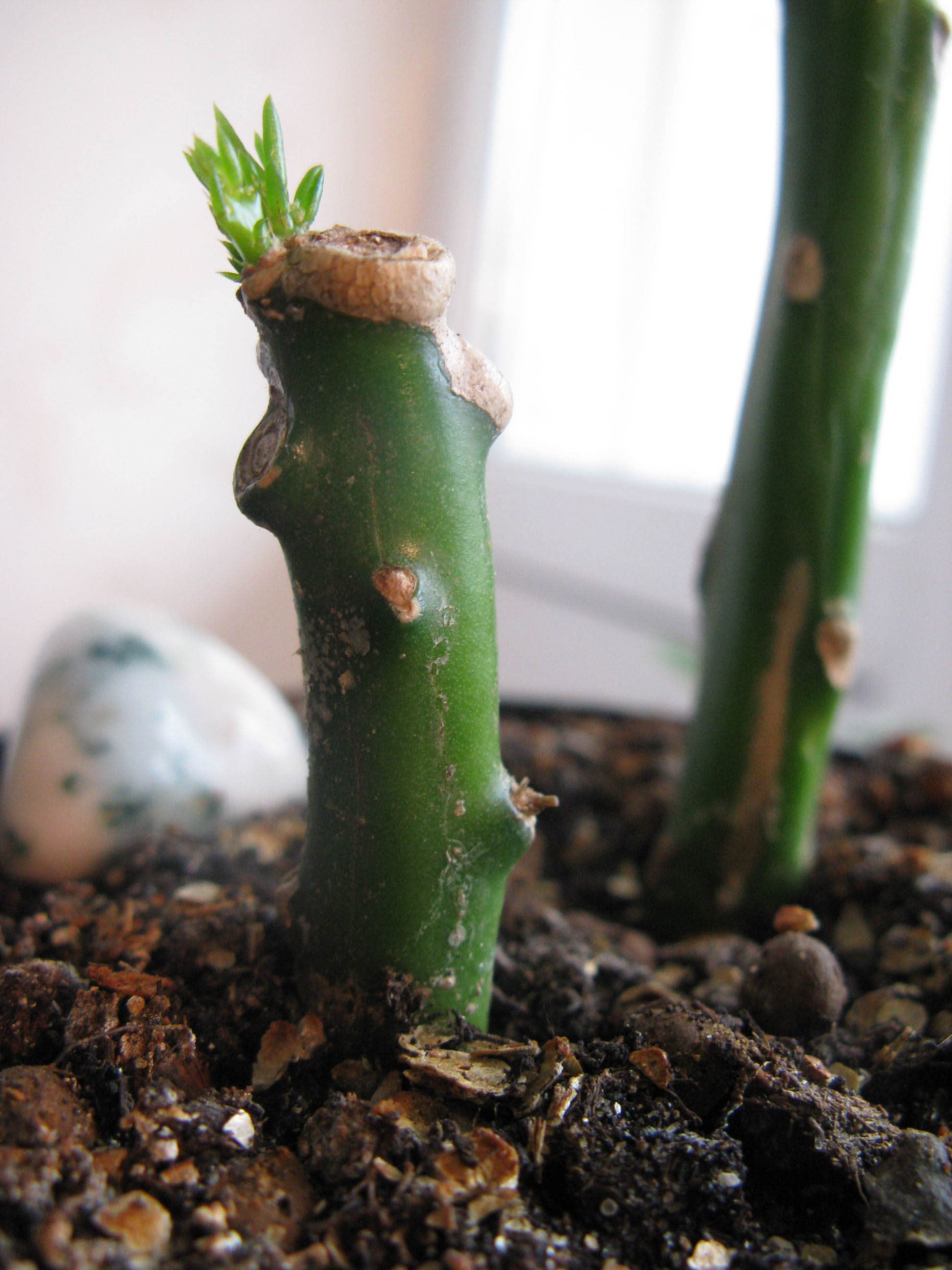
Укоренившийся черенок